# Рафаил Хозак
Рафаил Матвеевич Хозак (4 март 1928 г., Москва – 28 юни 1989 г., Москва) е съветски композитор.

## Биография
Завършва музикалното училище към Московската консерватория, след това в Руската академия за музика „Гнесини“ (клас по композиция, учи при Н. И. Пейко).
Автор на инструментални произведения, музика за кино (най-известното му произведение е „Офицери“) и драматичен театър.
Значителна част от произведенията на композитора са свързани с еврейска тематика: оркестровите сюити „Библейски“ и „Герои на Шолом Алейхем“, сюитите за цигулка и пиано „Страници на далечна младост“, „Душата на хореограф“ (еврейски сватбени пантомими за виола и пиано), „Еврейски лирически танци“ (за струнен оркестър).
Той почина през 1989 г. Погребан е на Востряковското гробище.